# Wings (videogioco)
Wings è un videogioco sviluppato dalla Cinemaware per i computer Amiga nel 1990 e in seguito portato su Game Boy Advance. È stato pubblicato negli Stati Uniti dalla stessa Cinemaware, mentre in Europa è stato commercializzato da Mirrorsoft.

## Modalità di gioco
Il gioco include varie modalità con grafica bidimensionale e tridimensionale. Il gioco ha un gameplay orientato all'azione e include una serie di intermezzi che servono a creare l'atmosfera di un classico film sulla prima guerra mondiale. Il simulatore tridimensionale non è basato su reali aeroplani dell'epoca, ma su aeroplani verosimili, con prestazioni adeguate per l'epoca.
Wings per Game Boy Advance incluse una grafica migliorata, nuove opzioni e un gameplay aggiornato.

## Remake
Ne è stata realizzata una versione Flash che può essere giocata gratuitamente tramite web browser; questa versione include delle missioni di combattimento singolo con grafica tridimensionale.
Nel novembre 2013 è partita una campagna sul sito Kickstarter, poi conclusa positivamente con la pubblicazione nell'ottobre 2014 del remake del videogioco, Wings, disponibile per sistema Windows e successivamente per iOS e Android.